# SCENE (Da-iCEのアルバム)
『SCENE』（シーン）は、2023年5月24日にavex traxよりリリースされたDa-iCEの7枚目のオリジナル・アルバム。
CD、DVD付初回限定盤、Blu-ray付初回限定盤の3形態で発売された。

## 収録曲

### CD
1. Scene
  - 作詞：岩岡徹・花村想太・MEG.ME
  - 作曲：花村想太・MEG.ME・Louis
  - 編曲：MEG.ME
2. Funky Jumping
  - 作詞：花村想太
  - 作曲：Atsushi Shimada・Steven Lee・SQVARE
  - 編曲：Atsushi Shimada
  - カプコン『エグゾプライマル』テーマソング
  - 2023年3月13日に配信限定リリースされていた楽曲。リリース日には、SNSにて「早くパフォーマンスが見たい」と言う声が寄せられていたのを受けて、本作のダンスプラクティス動画が公開された。本作のダンスの振り付けはKAZtheFIREが担当しており、本作のダンスについて、「「Funky Jumping」のダンスは、パワフル、エナジー、はっちゃけた少年をテーマに作りました。ここに"大人の色気"を少しプラスして、新しいDa-iCEを見せれるように意識しました！ちょっといつもとは違うDa-iCEを楽しんで、ぜひ細かい部分まで注目していただければと思います！」とコメントを寄せている[2]。
3. ダンデライオン
  - 作詞：花村想太・MEG.ME
  - 作曲：花村想太・MEG.ME・ Louis・三沢崇篤
  - 編曲：MEG.ME
  - テレビ朝日『ケイジとケンジ〜所轄と地検の24時〜』主題歌
  - 2023年4月13日に配信限定リリースされていた楽曲。
4. Chase
  - 作詞：工藤大輝
  - 作曲：工藤大輝・☆Taku Takahashi・栗原暁
  - 編曲：☆Taku Takahashi
5. Pioneer
  - 作詞：工藤大輝
  - 作曲：工藤大輝・花村想太・Wolf Kid
  - 編曲：Wolf Kid	3分8秒
6. スターマイン
  - 作詞：工藤大輝
  - 作曲：工藤大輝・TARO MIZOTE・サイトウリョースケ
  - 編曲：TARO MIZOTE・サイトウリョースケ
  - 2022年8月22日に配信限定リリースされていた楽曲。MTV「Video Music Awards Japan 2022」において「MTV Breakthrough song」を受賞し、同年の第64回日本レコード大賞において優秀作品賞に選出された[3]。TikTokでは楽曲再生数5億回を記録した[4]。
7. 絢爛なフィナーレ
  - 作詞：花村想太・大原拓真
  - 作曲：浪岡真太郎
  - 編曲：Tomoki Ishizuka
  - コーセー「サンカットライトアップUVエッセンス」CMソング
8. H?NTO
  - 作詞：和田颯・明神ナオ
  - 作曲：明神ナオ
  - 編曲：TARO MIZOTE・サイトウリョースケ・小林ファンキ風格
9. 濡れたバラード
  - 作詞・作曲：CLIEVY
  - 編曲：小松一也・ha-j
10. コメディアン
  - 作詞・作曲・編曲：てにをは
  - フジテレビ系列「Mr.サンデー」エンディング・テーマ
11. ハイボールブギ
  - 作詞：工藤大輝・栗原暁
  - 作曲：工藤大輝・久保田真悟・栗原暁
  - 編曲：久保田真悟
  - 東映配給映画『探偵マリコの生涯で一番悲惨な日』主題歌
12. Answers
  - 作詞：大野雄大・花村想太
  - 作曲：G-ROW・笠原康博
  - 編曲：鈴木雅也
  - テレビ東京『キス×kiss×キス～メルティングナイト～』エンディング・テーマ
  - 2022年10月19日に配信限定リリースされていた楽曲。久々にメンバーの大野が制作を担当するバラード。円周率の方程式をモチーフにしメンバーの花村と共に歌詞が書かれた[5]。

### Blu-ray/DVD
1. MTV Unplugged: Da-iCE
2. COUNTDOWN JAPAN 2223-Da-iCE-
3. 年末密着「ダイスの夜明け」